# Herakles (posąg z Tivoli)
Herakles (ang. Lansdowne Heracles) – starożytna rzeźba rzymska, datowana na 125 rok naszej ery, wykonana w marmurze, przedstawiająca Heraklesa z maczugą i skórą lwa nemejskiego, znajdująca się w zbiorach J. Paul Getty Museum w Los Angeles.

## Historia
Rzeźba jest prawdopodobnie kopią greckiego pierwowzoru, który mógł wyjść spod dłuta Lizypa z Sykionu, aktywnego w latach 370–320 przed naszą erą. Posąg, powstały około 125 roku naszej ery, odnaleziony został na terenie Willi Hadriana w Tivoli w 1790. W 1792 Herakles z Tivoli został zakupiony przez brytyjskiego polityka i wojskowego Williama Petty’ego. W tym czasie naprawiono uszkodzenia, łącząc rozbite elementy. Po II wojnie światowej, w 1951 posąg odkupił amerykański przedsiębiorca Jean Paul Getty. Od 1970 rzeźba stanowi część kolekcji J. Paul Getty Museum (numer katalogowy 70.AA.109).

## Opis
Rzeźba przedstawia nagiego herosa Heraklesa w postawie stojącej. Postać w lewej ręce trzyma maczugę, którą opiera o ramię. W prawej ręce bohater trzyma luźno zwisającą skórę lwa nemejskiego. Posąg wykuty został w marmurze. Mierzy 193,5 cm wysokości, waży 385,5 kg. Jak w przypadku innych rzeźb greckich okresu klasycznego, artysta zastosował kontrapost.

## Galeria

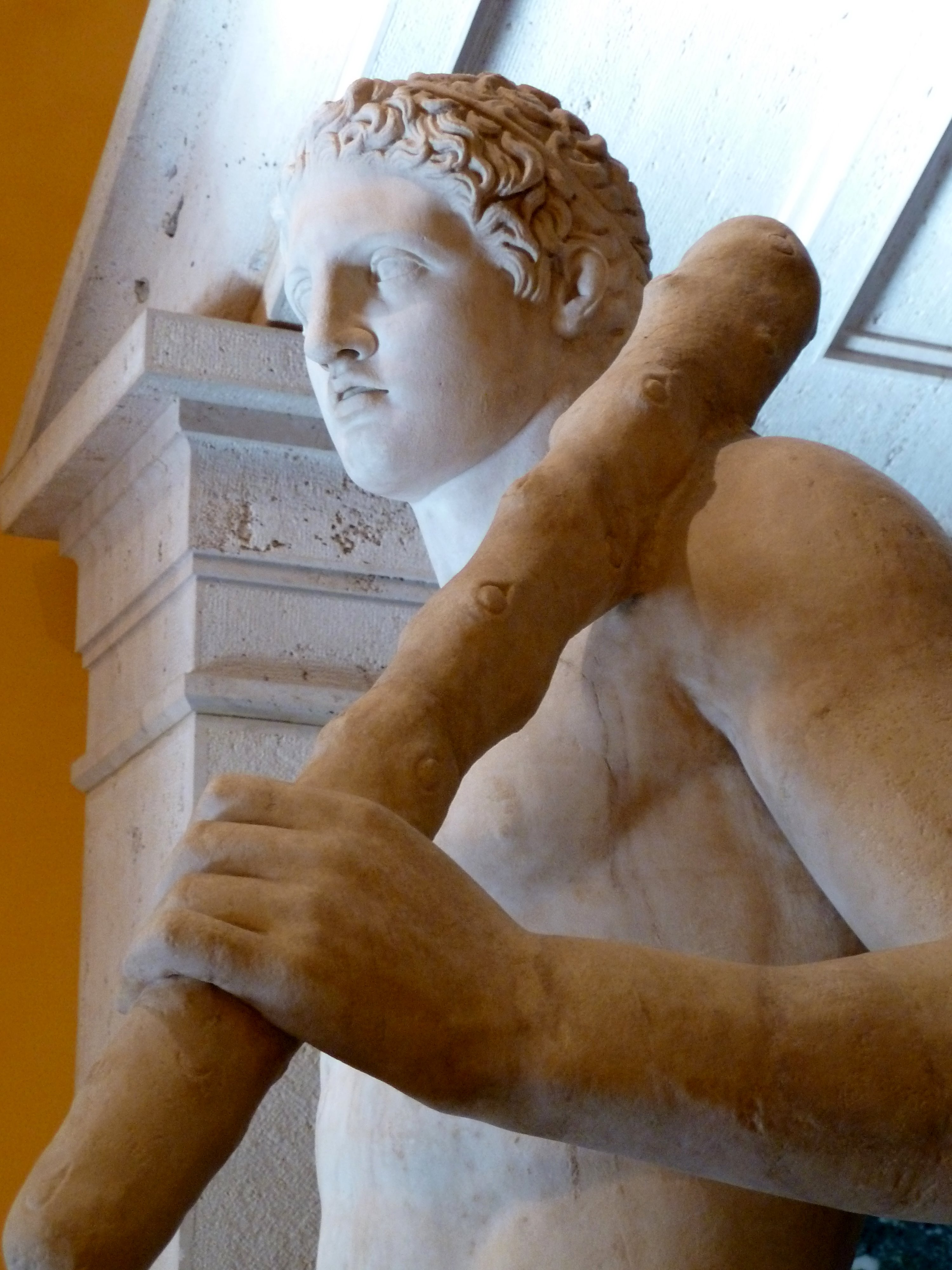
Górna część z maczugą
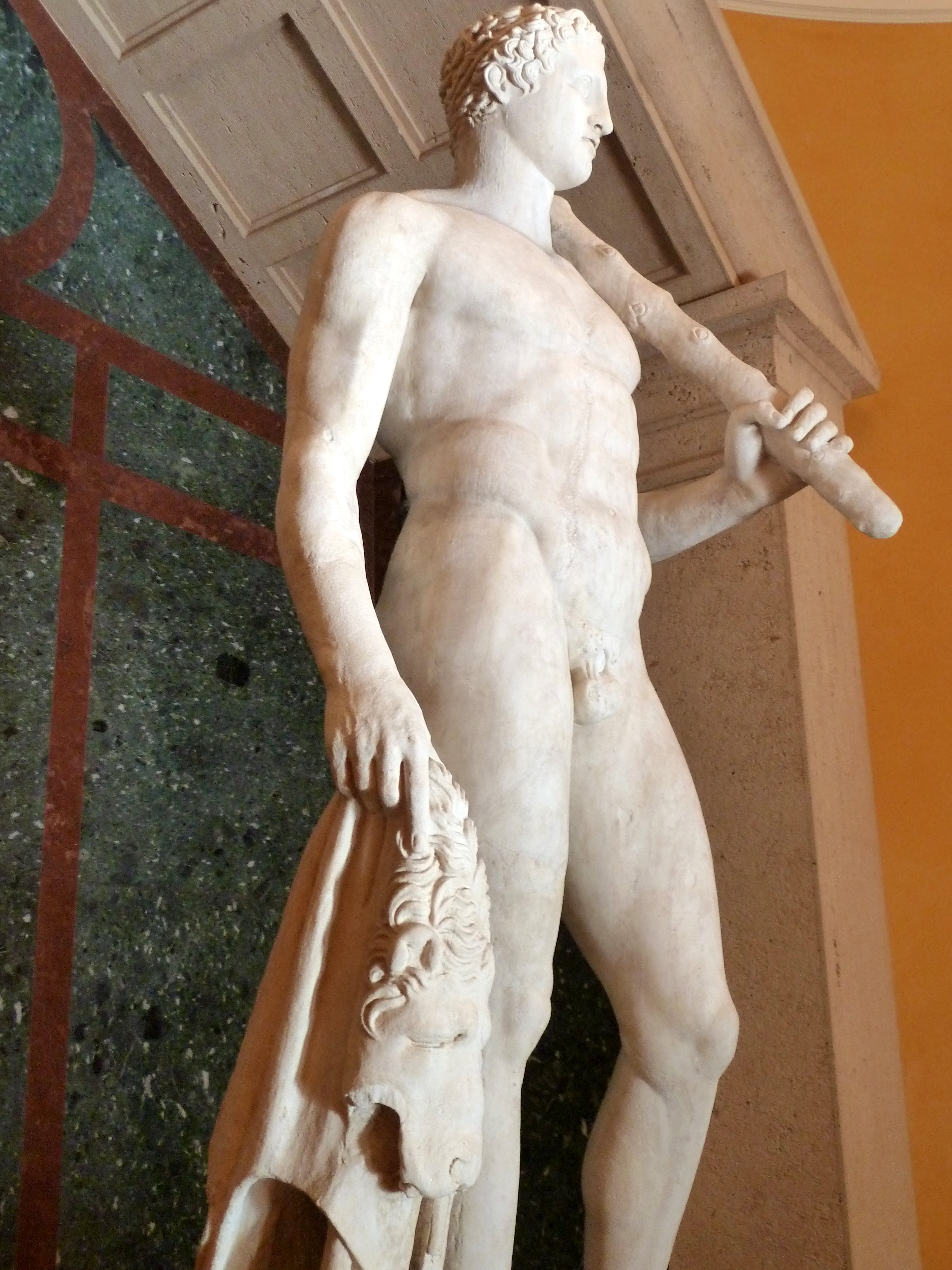
Posąg widziany z dołu
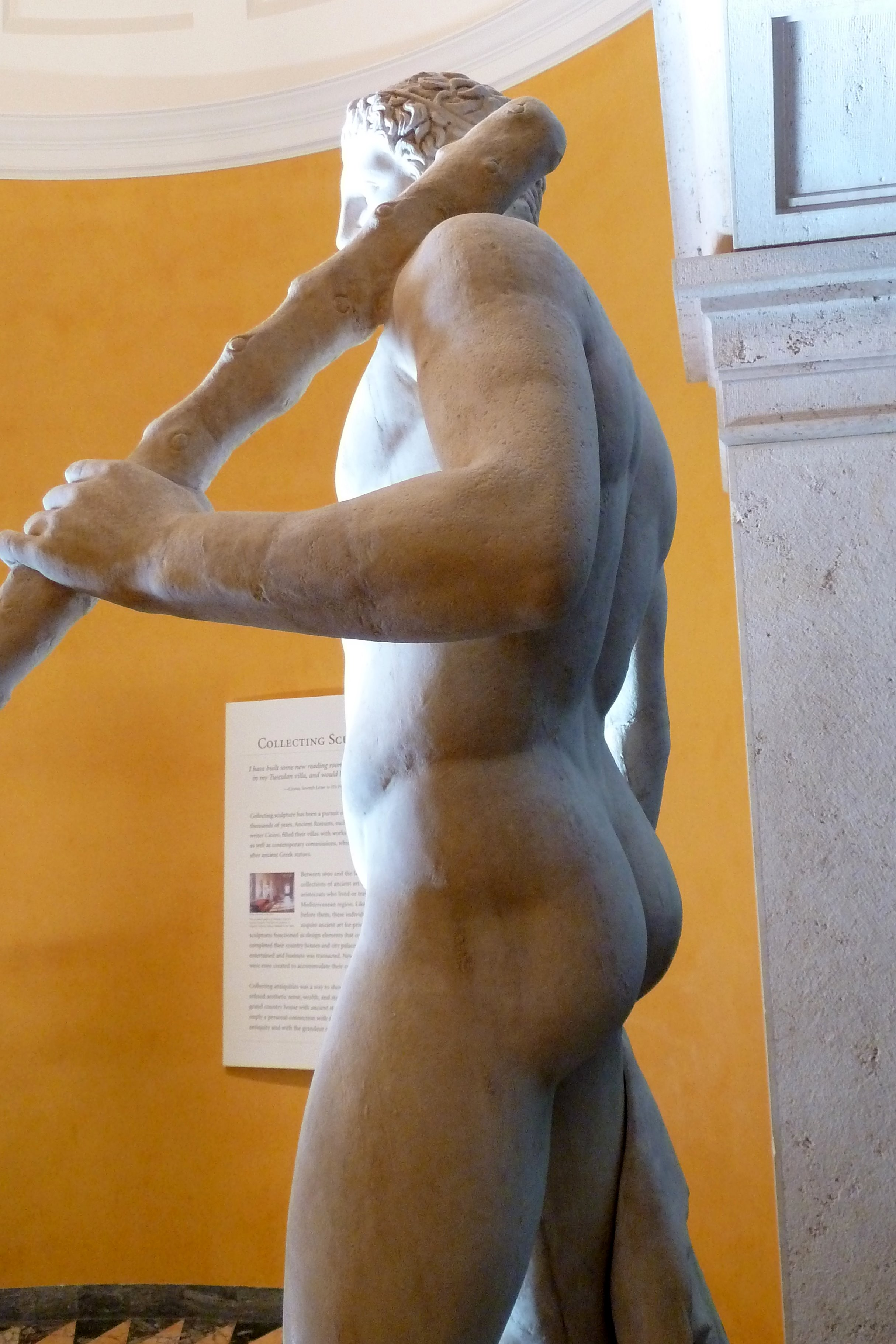
Lewy bok i tył posągu